# Luis Largacha
Luis Ángel Largacha Díaz (Colombia 22 de julio de 1939 - Colombia 5 de enero de 2020) fue un futbolista colombiano que jugaba como guardameta fue internacional con la selección de fútbol de Colombia

## Clubes
| Club              | País     | Año              |
| ----------------- | -------- | ---------------- |
| América de Cali   | Colombia | 1962 - 1963 1966 |
| Deportivo Cali    | Colombia | 1965 1969        |
| Nacional          | Colombia | 1967 1970 - 1971 |
| Junior            | Colombia | 1968             |
| Deportivo Pereira | Colombia | 1974             |
| Deportes Quindío  | Colombia | 1975 - 1976      |

## Palmarés

### Campeonatos nacionales
| Título           | Club           | País     | Año  |
| ---------------- | -------------- | -------- | ---- |
| Primera División | Deportivo Cali | Colombia | 1965 |
| Primera División | Deportivo Cali | Colombia | 1969 |